# Automotivação
Automotivação é o ato de motivar a si mesmo, provocada por estímulos internos. A pessoa é o que é, pois encontra motivos dentro de si para alcançar seus objetivos, age de acordo com o que tem que ser feito. Alguém automotivado não espera acontecer, corre atrás do que quer.  Considerando a resistência uma pessoa que é motivada externamente é muito mais propícia a desistir do que uma automotivada, pois a motivação externa pode acabar, porém a interna não, o objetivo é abraçado, estudado e alcançado dentro dos limites. 
Ela é importante, pois permite realizar as tarefas com primor, eficiência e qualidade. As atividades diárias podem se tornar mais agradáveis e suaves, tornando não só o trabalho, mas todas as atividades mais satisfatórias e fáceis de realizarem. As tarefas passam a ser vistas como desafios e sua realização se tornam prazerosas, menos conectadas a obrigação.
Automotivação é um sentimento que incentiva determinadas e variadas ações. Esse sentimento possuí inúmeras formas de ser estimulado, uma das teorias de estimulo da motivação é através do sucesso pessoal, que acontece como consequência de ações que realizam necessidades pessoais, essa realização pode acontecer de varias formas, sendo desde cumprir necessidades fisiológicas a realizar necessidades sociais. 
São geralmente comentados dois tipos conceituais de motivação, sendo eles a motivação intrínseca e a motivação extrínseca. A primeira observa que a combustão do sentimento de motivação acontece devido a fatores "internos" que são baseados na busca pela necessidade pessoal, ou seja, o desejo de realizar algo é o responsável por gerar ações. Pelo fato de nesse caso a motivação estar acontecendo por um processo interno, a motivação intrínseca é um exemplo de automotivação. 
Já o segundo conceito retrata que o grau de motivação é determinado por fatores externos, sendo controlado pelo ambiente no qual a pessoa vive, um bom relacionamento, sucesso profissional, remuneração ou simplesmente ser aceito em um grupo de pessoas e ser considerado amigo. Quando esses são fatores determinantes da combustão que gera o sentimento de motivação, torna a ação extrínseca.

## Conceitos

### David McCleelland
Existem diversas teorias que supõem quais seriam os principais fatores responsáveis pela automotivação humana, uma das teorias mais aceitas é a elaborada por David McCleelland, que baseou sua explicação relacionada a motivação utilizando a necessidade como responsável por gerar a motivação para as ações de cada pessoa. De acordo com a teoria do autor do livro "The Achieving Society" as necessidades base utilizadas para elaboração de seu estudo foram as necessidades de realização, afiliação e a necessidade de poder, a teoria é feita para tentar explicar como essas três necessidades influenciam na realização das ações humanas.
Em sua teoria McCleelland afirma que todas as três necessidades são aprendidas ao longo do tempo pela sociedade, sem exceção, sendo plenamente ligadas as experiências vivenciadas por cada individuo. Sendo variável para cada pessoa, uma das necessidades sempre irá se sobressair, fazendo com que uma delas seja dominante sobre o indivíduo, o que irá determinar qual necessidade irá ser a dominante são experiências vivenciadas por cada um, que são o que encaminham como será a essência de cada pessoa. Por fim, apesar de uma das necessidades ser a dominante, nenhum indivíduo estará sujeito a somente um dos três grupos.
Segundo McCleelland, quem possuí a necessidade de realização como dominante é propenso a estipular objetivos desafiadores, correndo riscos calculados para alcançar suas metas, também possuí a necessidade de frequentemente receber um feedback sobre suas realizações e portanto seus progressos, é comum que pessoas que se identificam com este grupo tenham gosto por trabalhar sozinhas. Já as pessoas que tem a necessidade de afiliação como dominante acreditam que precisam pertencer a um grupo ao qual o máximo de pessoas possível gostem do seu jeito, para isto irá fazer repetidas vezes o que o resto do grupo quiser fazer, está pessoa tem preferencia pela colaboração e não pela competição, além de não se identificar com situações de incertezas e riscos elevados.
Por último, os pertencentes ao grupo da necessidade de poder como dominante são pessoas que possuem tendência a querer controlar e exercer influência sobre outros, tem um gosto especialmente diferente ao ganhar argumentações ou competições de modo geral, tendo interesse no reconhecimento e na superioridade que é gerada. Para aplicar a teoria de McCleelland com a automotivação é necessário que cada pessoa reconheça qual sua necessidade dominante, entendendo o quanto se identifica com cada um dos três grupos. Caso esse reconhecimento de entendê-la que o caminho que está sendo traçado seja o errado, que tente se adaptar a outro ao qual acredite que é melhor para gerar a própria motivação, mas caso seja concluído que o grupo dominante seja realmente o que encaixa melhor a essência da própria pessoa, então é necessário apenas manter o mesmo raciocínio, já que segundo a teoria a cada experiência vivida, o grau de proximidade com a necessidade tende a aumentar.
| Necessidade Motivadora Dominante | Características desta pessoa |
| Realização                       | Forte necessidade de definir e alcançar objetivos desafiadores Corre riscos calculados para alcançar os seus objetivos Gosta de receber feedback regularmente sobre os processos e realizações Frequentemente gosta de trabalhar sozinha |
| Afiliação                        | Quer pertencer ao grupo Quer que gostem dela e vai fazer, muitas vezes, aquilo que o resto do grupo quiser fazer Prefere colaboração à competição Não gosta de incerteza de riscos elevados                                              |
| Poder                            | Quer controlar e influenciar os outros Gosta de ganhar as argumentações Gosta de competição e de ganhar Gosta do status e do reconhecimento                                                                                              |

### Abraham Maslow
Dentre teorias de automotivação a teoria de Maslow (1954) é umas que têm maior aceitação em meio aos psicólogos. O que ajuda a promovê-la é a falta de existência de instrumentos que meçam a motivação no Brasil.
Segundo Maslow, as necessidades humanas estão organizadas em níveis. Conforme sua teoria uma é substituída pela outra mais importante na hierarquia, de acordo com que elas são saciadas. Tendo isso como base, a necessidade fisiológica é a mais básica, a mais forte, essencial e, portanto a primeira a ser satisfeita, enquanto a auto realização é a mais fraca em sua hierarquia.
Maslow desenvolveu essa teoria de acordo com as observações dos desejos expressados por seus pacientes, manifestados conscientemente. Uma pessoa pode estar motivada, por várias necessidades ao mesmo tempo, o nível de motivação depende de qual e o quanto a necessidade mais baixa foi satisfeita. 
Quando a pessoa tem uma determinada necessidade, todo organismo é orientado para supri-la, toda sua inteligência, memória e percepção. Conforme elas vão sendo satisfeitas o organismo começa a focar na próxima necessidade, logo acima na pirâmide. Aumentando assim, o potencial de uma pessoa, devido sua automotivação ir crescendo de acordo com a satisfação.

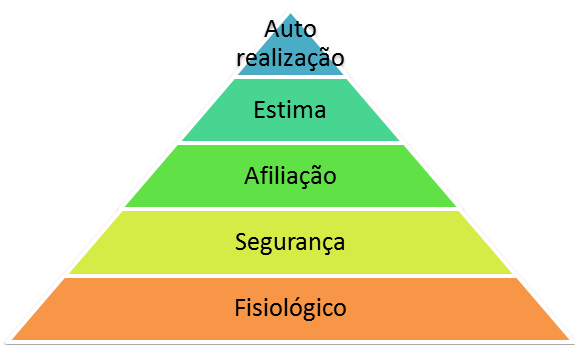
Pirâmide de Maslow

Em todos os níveis de necessidades há um ciclo, que consiste em privação, dominação, gratificação e ativação e continua de acordo que cada uma é satisfeita. A falta da necessidade superior (auto realização) não causa alarde no indivíduo, o que pode ocorrer na falta das mais inferiores. 
De acordo com Maslow (1973), os indivíduos sempre irão reclamar independente do nível hierárquico da necessidade, pois almejam algo melhor para si constantemente. Quanto mais alto é o posicionamento da necessidade na pirâmide, maiores são as reclamações e frustrações, isso pode ser um indicador de auto motivação, pois se elas estão muito baixas significa um nível de vida baixo sem grandes pretensões.  
Alguns exemplos de reclamações (Maslow, 1954, 1973; Goodman, 1968; Graham e Balloun, 1973; Porter, 1961; Lollar, 1974):
- Nível fisiológico: perigo de vida, necessidade comer, sede, falta de saneamento básico, baixo conforto, más condições de trabalho, saúde precária, baixo pagamento, entre outros.

- Nível de segurança: estabilidade no emprego, falta de garantia quanto a manter a família financeiramente, segurança física, entre outros.

- Nível de afiliação: falta de amigos, companheiro afetivo, não se enturmar em nenhum grupo social.

- Nível de estima: perda de dignidade, autoestima, falta de status, atenção, admiração, além da necessidade de possuir importância na sociedade.

- Nível de auto realização: é em relação à falta de eficiência, perfeição, justiça, honestidade, nesse nível o indivíduo exige de si ser o máximo que tem potencial.

Para Maslow, a automotivação acontece de acordo com a satisfação das necessidades, que foi dividida por ele em cinco níveis, quanto mais alta a posição, maior é a quantidade de motivação pessoal, consequentemente existem maiores frustrações e exigências. Então, para o autor automotivação é conseguida através de degraus e exige paciência.